# Francisco Varallo
Francisco Varallo (született Francisco Antonio Varallo La Plata, 1910. február 5. – La Plata, 2010. augusztus 30.) világbajnoki ezüstérmes argentin labdarúgó volt, 100 évet élt. Ő volt az első vb-döntő legidősebb korában elhunyt játékosa.

## Klubjai
- Gimnasia LP (1928-1930)
- Vélez Sársfield (1930-1931, 0 meccs, 0 lőtt gól)
- Boca Juniors (1931-1940, 210 meccs, 181 lőtt gól)

## Válogatottsága
- Argentína (1930-1937, 16 meccs, 7 lőtt gól)

## Sikerei, díjai
- 1929: Gimnasia de La Plata, Primera División Argentína
- 1930: Argentína, világbajnoki ezüstérem
- 1931: Boca Juniors, Primera División Argentína
- 1934: Boca Juniors, Primera División Argentína
- 1935: Boca Juniors, Primera División Argentína
- 1937: Argentína, Dél-amerikai bajnokság